# Архитектура еклектицизма
Еклектизам или еклектицизам (гр. eklegein – бирати, изабрати себи) се у архитектури јавља у употребљавању или имитацији елемената из различитих и често контрадикторних архитектонских стилова или на крају и елемената из дела других уметника и њиховог спајања у нове целине или композиције.
Разликујемо еклектицизам симултани, синтетски и формалан.
- Симултани еклектицизам је еклектицизам који се развио углавном од 1830. године у којем поједини елементи стоје једни уз друге и којега је су положили немачки архитекти Карл Фридрих Шинкел, Фридрих фон Гартнер и Лео фон Кленце.
- Синтетски еклектицизам је друга фаза овог стила који се труди да смири опозиционе стилове уз спајање у једну целину. Овај начин се развијао у Аустрији, Немачкој и Француској и можемо га сматрати за несавршену композицију за разлику од добрих експеримената у постмодернистичкој архитектури где се овај начин употребљава као израз посебног погледа на архитектуру а не као манипулације са историјским вредностима у архитектури.
- Последња фаза еклектицизма је формални еклектицизам који наглашава стил лепих уметности. Био је у употреби нарочито у САД. У Европи се он јавља на прелому 19. и 20. века за потребе изградње репрезентативних објеката и луксуза који резултује у примени и коришћењима историзујућих стилова.